# Хуснутдинов, Ибрагим Камалович
Ибрагим Камалович Хуснутдинов — советский хозяйственный, государственный и политический деятель.

## Биография
Родился в 1926 году. Член КПСС.
С 1942 года — на хозяйственной, общественной и политической работе. В 1942—1983 гг. — управляющий делами Наманганского горкомхоза, рабочий, подручный сталевара, контрольный мастер отдела технического контроля, председатель завкома профсоюза, секретарь партийного бюро Узбекского металлургического завода, второй, первый секретарь Бекабадского райкома КП Узбекистана, первый секретарь Бекабадского, Наманганского горкомов КП Узбекистана, заведующий отделом торговли, плановых и финансовых органов ЦК КП Узбекистана.
Избирался депутатом Верховного Совета Узбекской ССР 8-го, 9-го, 10-го созывов.
Умер после 1983 года.